# 中国人民经济警察
中国人民经济警察，简称经警，曾是中国保卫大型厂矿企业、物资仓库、科研等重要事业单位的一支武装守卫力量。
1953年5月11日，的《关于财经警卫武装领导问题的决定》中明确把原来部分厂矿企业的守卫由人民解放军、武装警察部队改为经济警察，各国有企业也被允许建立自己的保卫部门，即经济警察的前身。1955年，经济警察已发展到114000人，1965年6月，公安部提出了《关于改进经济民警领导体制的请示报告》取消经济警察番号，把经济警察整编为公安部队。
1980年底国务院转发公安部、国家计委等6部委《关于建立经济民警的实施方案》。规定自1981年起，在重要、大型厂矿、企业、物资仓库和重要科研等要害单位要逐步建立经济民警。在90年代，全国有经警73万。
2002年11月，在《人民警察法》实施后，国务院下文停止经济警察队伍的新建审批，经济民警不再作为一个警种存在；各地公安局所属经济警察改为公安局经济护卫支队，其着装也同时更换。2007年1月，最后一家国有企业的经济护卫支队宣布撤销。

## 历史沿革
1953年5月11日，毛泽东和周恩来在共同签发的《关于财经警卫武装领导问题的决定》中明确把原来部分厂矿企业的守卫由人民解放军/武装警察部队改为经济警察，各国有企业也被允许建立自己的保卫部门，即经济警察的前身。1955年，经济警察已发展到114000人，在保卫厂矿企业的安全上发挥了重要的作用。
1965年6月，公安部提出了《关于改进经济民警领导体制的请示报告》，因经济警察是各厂矿企业自建、自养和自用的，存在管理不统一，制度不健全，使用多，训练少，组织涣散，纪律松弛等问题，甚至时常发生违法乱纪现象。在供应和待遇上各厂矿企业之间也不平衡，一些问题得不到及时解决。经国务院批准，决定取消经济警察番号，把经济警察整编为公安部队。
1980年底随着市场经济的发展，国务院转发公安部、国家计委等6部委《关于建立经济民警的实施方案》。规定自1981年起，在重要、大型厂矿、企业、物资仓库和重要科研等要害单位要逐步建立经济民警。经警以武装看守、防火防爆和巡逻检查等方法，守护重点、要害厂矿和企业。早在上世纪50年代，上海确定了一批重点保卫单位和要害部位。到60年代后期，又增加一批国家和上海重点工程。
1982年经警在上海重新出现，率先成立的是上海纺织原料公司经济民警中队；两年后，全市经济民警达806名。80年代的经警制服与其问世时的50年代的变化较大。
1985年，根据形势的发展变化，公安部对“重点”“要害”作了重新确定。其《机关、团体、企业、事业单位保卫组织工作细则（试行）》第23条指出：“要害主要是指党政首脑机关、国防尖端、重点建设项目、重要科研、重要动力、广播电台、通讯枢纽、重要仓库等部门；掌握重要秘密和生产指挥决策的职能部位；对产品质量有重大影响的生产、装配、检验等关键环节；贵重机器、仪器、珍贵文物、资料等。”
1988年，市公安局《关于机关、企业、事业单位内部要害保卫工作的若干规定》中指出：“要害是指凡对国家安危和国计民生有重大影响，对生产、业务具有决定性作用的部门”。据此，上海于1990年重新确定重点要害单位442个，涉及国防军工，水电煤气等能源单位和科研尖端项目等；其中金融财政有58个，包括银行。
1989年12月30日，国务院批准公安部财政部《经济民警着装规定》，其中第二条是关于《服装制式和用料》：1.经济民警的服装制式同公安干警的服装制式相同，单衣式样为西服小翻领，配白色衬衣、藏青色领带，领带卡上有经济民警标志。冬服上衣为直翻领。2.服装颜色：大衣、上衣、帽子为深橄榄色，裤子为藏青色，制式短袖上衣为浅米黄色。3.标志：佩戴人民警察的帽徽和带有“经警”字样的臂章以及图案为齿轮、步枪、五星的肩徽和领花。
1990年底，市公安局颁布《经济民警管理工作细则（试行）》。翌年11月，经济民警发展至2598人。在90年代，全国有经警73万；作为公安正式在编人员，其最高领导是公安部二局七处。经济警察隶属于重要企业的保卫科或者保卫处，也隶属于各地公安机关。
2002年11月，随着《人民警察法》实施，国务院2002年11月下文停止经济警察队伍的新建审批，经济民警不再作为一个警种存在；各地公安局所属经济警察改为公安局经济护卫支队，所有枪支上缴公安机关，经济护卫撤销警服，改穿保安制服。
2007年1月，最后一家国有企业的经济护卫宣布撤销，经济警察彻底成为了历史。